# Z-Ro
Z-Ro, nome artístico de Joseph Wayne McVey, (Houston, Texas, 19 de janeiro de 1977), é um rapper americano membro do grupo Screwed Up Click, associado com DJ Screw. Desde então tem gravado vários álbuns como Screwed Up Click Representa em 2002 e Look What You Did to Me em 1998. Aparece em um single de Bun B "Get Throwed", junto com Pimp C, Jay-Z e Young Jeezy.
Joseph Wayne Mcvey foi criado pelo seu pai, avó e a então namorada do seu pai. De origem pobre, alcançou sucesso cantando em pequenos bares nos subúrbios de Houston, no Texas, e, mais tarde, se unindo a grupos de rap, até conseguir sucesso em carreira solo, e ser criador e proprietário da gravadora King Of Tha Ghetto Entertainment, localizada na terra natal de Joseph.

## Discografia

### Álbuns
- 1998 - Look What You Did to Me
- 2000 - Z-Ro vs. the World
- 2001 - King of da Ghetto
- 2002 - Screwed Up Click Representa
- 2002 - Z-Ro
- 2002 - Life
- 2004 - Z-Ro Tolerance
- 2004 - The Life of Joseph W. McVey
- 2005 - Let the Truth Be Told
- 2006 - I'm Still Livin'
- 2007 - King of Tha Ghetto: Power
- 2008 - Crack

### Colaborações
- 1999 - Rise com Guerilla Maab
- 2002 - Resurrected com Guerilla Maab
- 2003 - A.W.N. Films presents A.B.N.: A**holes By Nature com Trae
- 2005 - 4 Da Green: Reloaded  com Al-D
- 2005 - Kings of the South com Lil' Flip
- 2006 - Screenz On com S.L.A.B.
- 2006 - Z-Ro And The S.U.C. com Screwed Up Click
- 2007 - Boss King, Southern Lean, Vol.3 com Slim Thug

### Coletâneas
- 2002 - Z-Ro vs. the World / King of the Ghetto
- 2004 - For My Thugs: Greatest Hits
- 2005 - Fuck 'Em All: Z-Ro's Greatest Verses Revisited & Remixed
- 2006 - 4/20 the Smokers Anthem
- 2006 - 1 Deep
- 2007 - Tha Omega

### Mixtapes
- 2003 - A Bad Azz Mix Tape
- 2003 - Gangstafied
- 2004 - Underground Railroad, Vol. 1: Street Life (Hulled & Chopped)
- 2004 - Underground Railroad, Vol. 2: Thug Luv
- 2005 - Z-Ro and Friends
- 2006 - Underground Railroad: Paper Stacks 3
- 2007 - S.U.C. Thang

## Singles

### Solo
| Ano  | Música       | Posições nas paradas | Posições nas paradas | Posições nas paradas | Álbum                       |
| Ano  | Música       | U.S. Hot 100         | U.S. R&B             | U.S. Rap             | Álbum                       |
| ---- | ------------ | -------------------- | -------------------- | -------------------- | --------------------------- |
| 2004 | "I Hate You" | –                    | –                    | 75                   | The Life of Joseph W. McVey |

### Participações
- 2000 - "City of Syrup" Big Moe feat. Z-Ro
- 2001 - "I Hate You Bitch" Z-Ro
- 2004 - "Nolia Clap" [Remix] Wacko & Skip feat. Juvenile, Z-Ro, Bun B, Slim Thug
- 2005 - "I'sa Playa" Pimp C (feat. Z-Ro, Twista, Bun B)
- 2005 - "Draped Up [Remix]" Bun B (feat. Lil Keke, Slim Thug, Chamillionaire, Paul Wall, Mike Jones, Aztek, Lil' Flip, & Z-Ro)
- 2006 - "Get Throwed" Bun B (feat. Pimp C, Z-Ro, Young Jeezy & Jay-Z)
- 2006 - "No Help" Trae (feat. Z-Ro)
- 2007 - "Won't Let You Down" [Remix] Chamillionaire (feat. Slim Thug, Lil' Keke, Mike Jones, Trae, Paul Wall, Bun B, Z-Ro, Pimp C)

## Videoclipes
- 2004 - "I Hate You" (do álbum The Life of Joseph W. McVey)
- 2004 - "Draped Up (remix)" Bun B (feat. Krayzie Bone)
- 2004 - "Get Throwed" Bun B (feat. Pimp C, Z-Ro & Young Jeezy)
- 2004 - "No Help" Trae (feat. Z-Ro)

## Guerilla Maab
Z-Ro foi membro do trío de rap Guerilla Maab, originário de Southwest Houston, Texas. Os outros membros eram Trae (seu primo) e Dougie D (seu irmão).